# Mise au mille
La mise au mille est un terme utilisé en économie et en métallurgie, désignant la quantité perdue lors de l'obtention d'un produit final. C'est une forme de freinte.

## Économie
En économie, la mise au mille désigne la quantité de matières premières nécessaire à l'obtention de 1 000 kg de produit final. En conséquence, la mise au mille peut être nettement supérieure à 1 000.

## Métallurgie

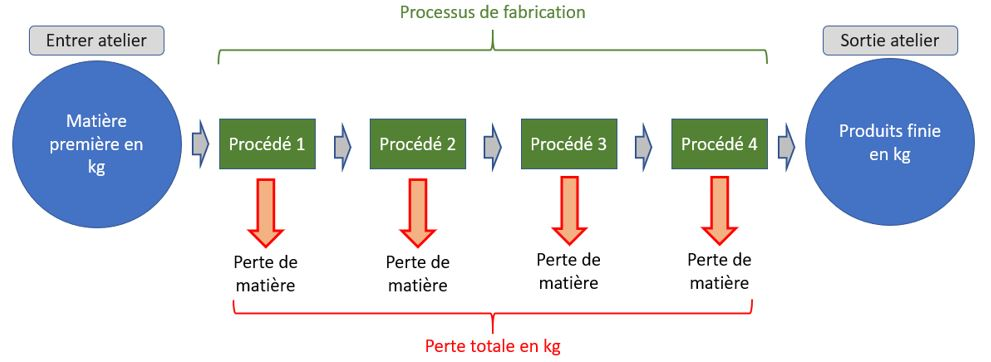
Schéma de la mise au mille.

Le terme est aussi utilisé en fonderie, en métallurgie. Il correspond à la masse de la pièce avant le parachèvement divisé par la masse de la pièce après l'opération. Ce calcul permet alors de connaitre la quantité de matière perdue.